# Wangen (Nebra)
Wangen es un barrio de la ciudad de Nebra (Unstrut), distrito de Burgenlandkreis, en el estado federal de Sajonia-Anhalt.

## Geografía
El lugar se encuentra en ambas orillas del río Unstrut, en la carretera de Nebra a Memleben, en medio de una área protegida.

## Historia
Wangen aparece por primera vez mencionado, en el Registro del Diezmo del Monasterio de Hersfeld, entre 881 y 899.
El 1 de julio de 2009 Wangen fue incorporado a la ciudad de Nebra. El último Alcalde fue Otto Frank.